# Лебедєвка (Малопургинський район)
Лебедє́вка (рос. Лебедёвка, удм. Косой починка) — присілок в Малопургинському районі Удмуртії, Росія.
Урбаноніми:
- вулиці — Молодіжна, Садова

## Населення
Населення — 46 осіб (2010; 45 в 2002).
Національний склад станом на 2002 рік:
- удмурти — 93 %